# Zoocoria

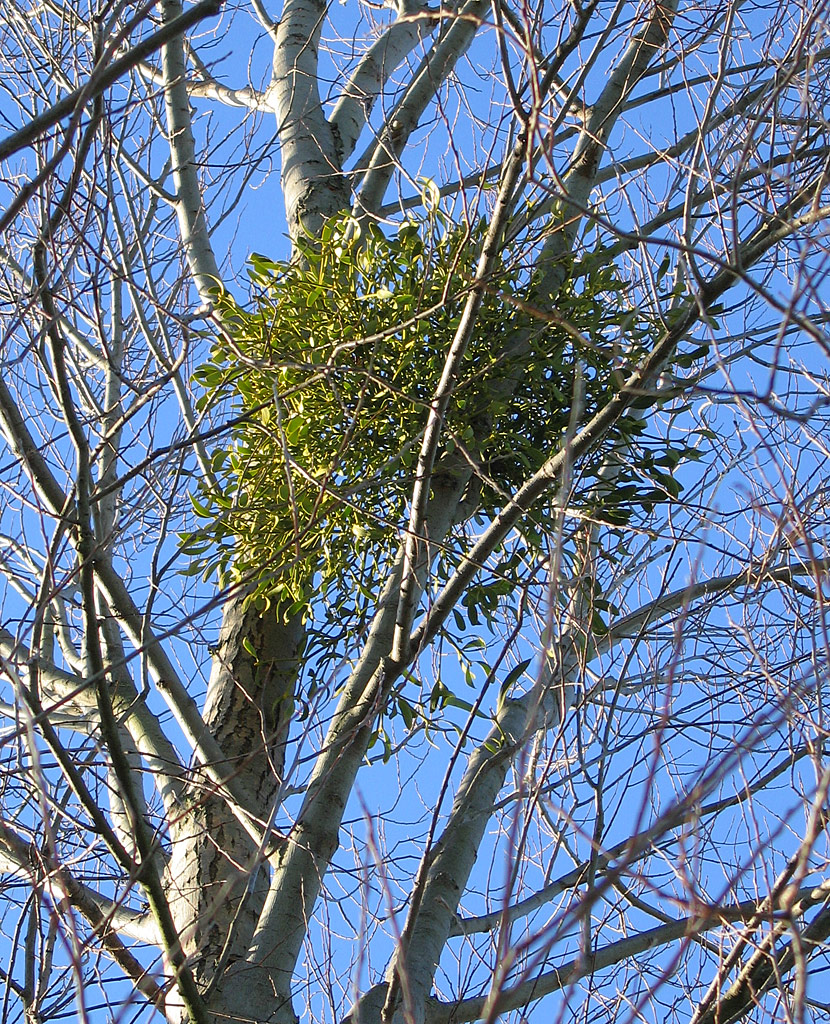
Endozoocoria. Mata de muérdago (Viscum album) creciendo sobre una rama de chopo (Populus), ejemplo de planta endozoócora.

En botánica se llama zoocoria a la forma de dispersión de los propágulos en la que el agente que realiza el transporte es un animal. Hay otras formas de promover el alejamiento de los propágulos, distinguiendo de esta sobre todo la anemocoria (dispersión por el viento).
Las plantas producen propágulos en forma de semillas, desnudas o acompañadas por partes derivadas de otros órganos (fruto), que idealmente deben dispersarse a cierta distancia. La ventaja obtenida de la dispersión lejana es múltiple: la especie encuentra una oportunidad de extender su área; los pies que crecen juntos no estarán tan emparentados (no serán tan “consanguíneos”) lo que aumentará el vigor de su progenie común; los nuevos individuos no competirán con la planta madre por el espacio y los nutrientes.

## Clasificación por área de transporte

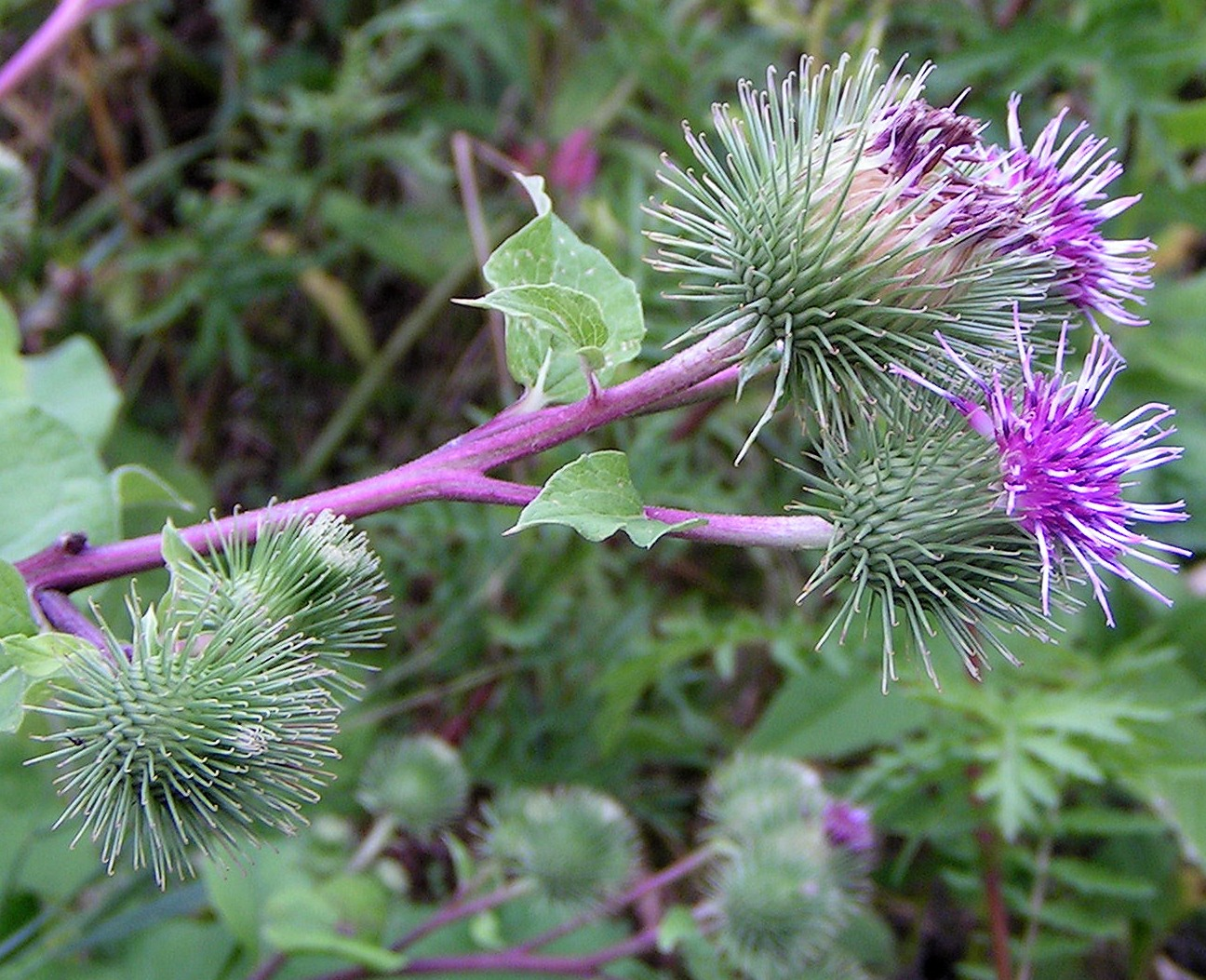
Epizoocoria. Propágulos del lampazo (Arctium lappa), una planta epizoócora. Se observan los extremos ganchudos de las brácteas espinosas.

Para la zoocoria las semillas o los frutos presentan partes externas especializadas que facilitan su asociación con los animales. Distinguimos dos modalidades según dónde transporte los propágulos el animal:

### Ectozoocoria
La ectozoocoria es también denominada epizoocoria o exozoocoria. Las semillas o frutos se adhieren a la superficie de los animales por medio de sustancias adhesivas o de estructuras mecánicas que favorecen la fijación, tales como ganchos o arpones. En castellano se llama abrojos a los distintos frutos dotados de pinchos o ganchos que se adhieren al pelo de los mamíferos o a la ropa. Muchas gramíneas producen espiguillas con esa misma propiedad. En otros casos la fijación se consigue por sustancias adhesivas.

### Endozoocoria
En endozoocoria las semillas son tragadas por determinados animales, atraídos a ellos por una testa (cubierta de la semilla), un fruto de consistencia carnosa o algún otro cebo. Los frutos y semillas preparados para ello son portadores de recompensas o señuelos con los que a la vez atraen a sus agentes dispersantes.

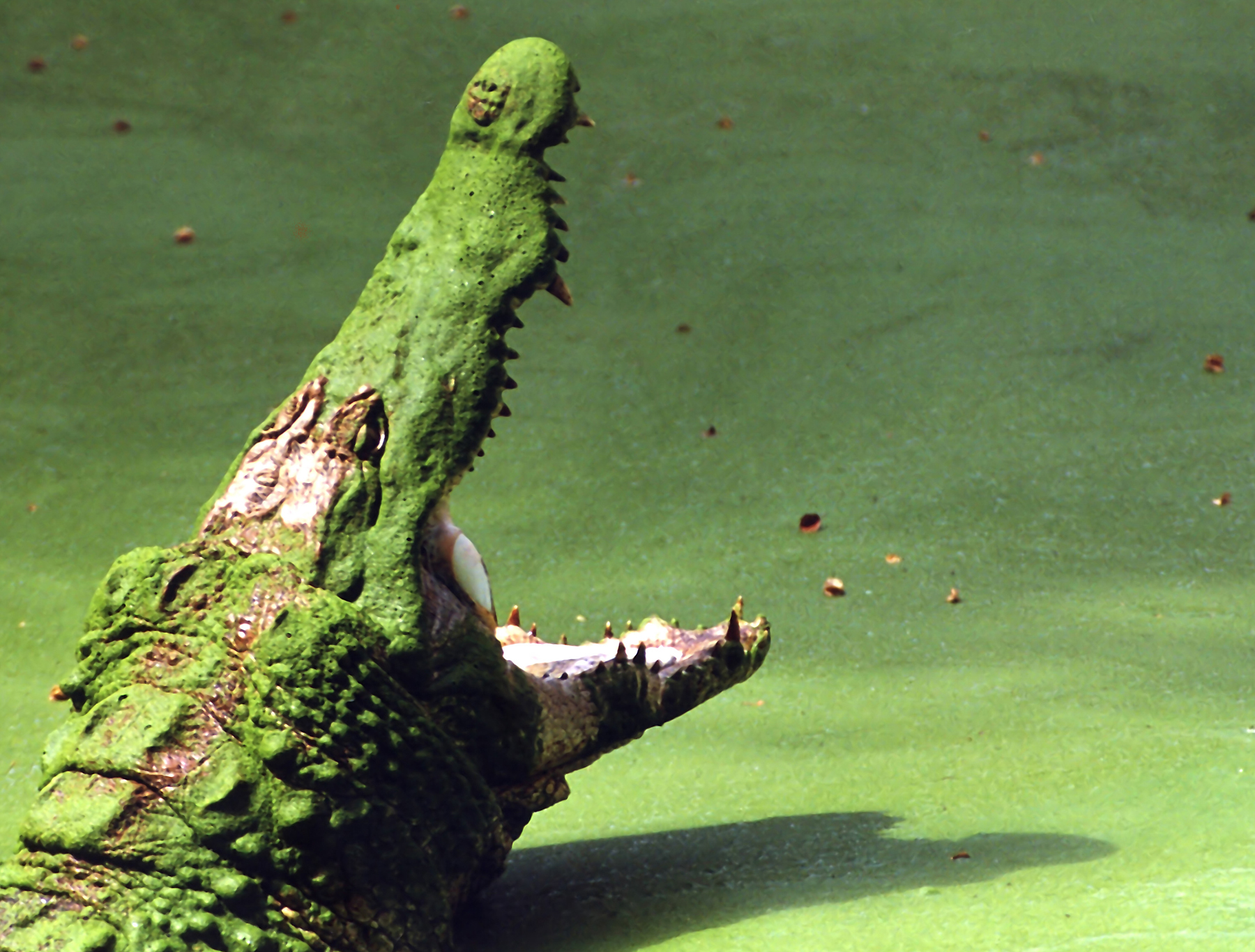
Dispersión por ectozoocoria de las lentejas de agua (Lemnoideae).

Muchas plantas producen frutos carnosos o semillas carnosas, acuosos, nutritivos, ricos en aromas y de colores vistosos. La adaptación que implican es la atracción de animales, que los devoran. pasando las semillas al tracto digestivo del animal. Las semillas no sólo resisten los jugos gástricos, sino que en general no alcanzan la plena capacidad de germinar si no experimentan sus efectos.
En plantas parásitas que crecen sobre las ramas de los árboles, como el muérdago (Viscum album) y algunas lorantáceas, la dispersión depende de las aves y otros animales arborícolas, y es la única manera de asegurar que las semillas alcancen nuevas ramas sobre las que germinar.

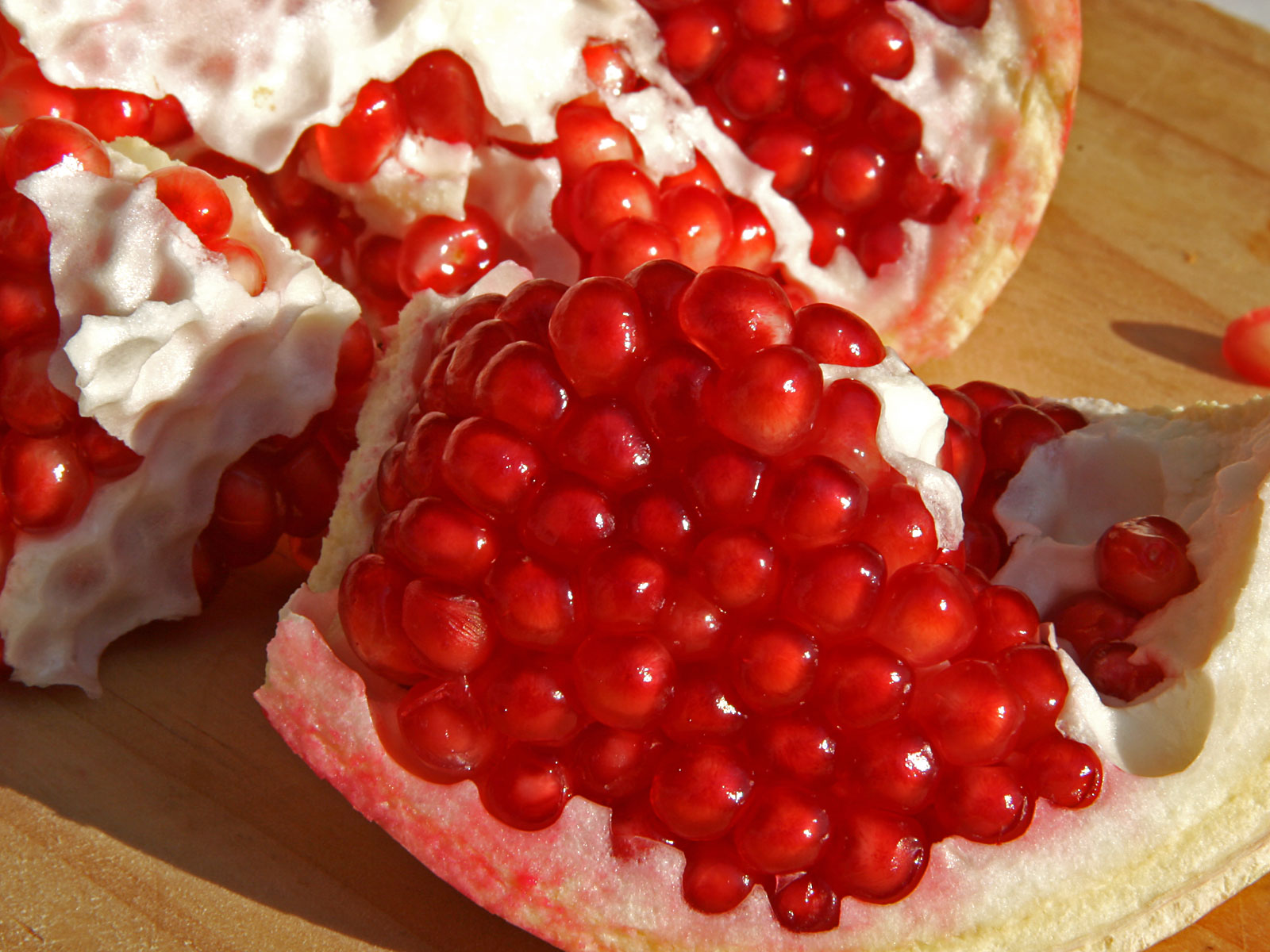
Endozoocoria. Fruto abierto de granada mostrando las semillas con sarcotesta carnosa y roja, destinada a atraer a las aves.

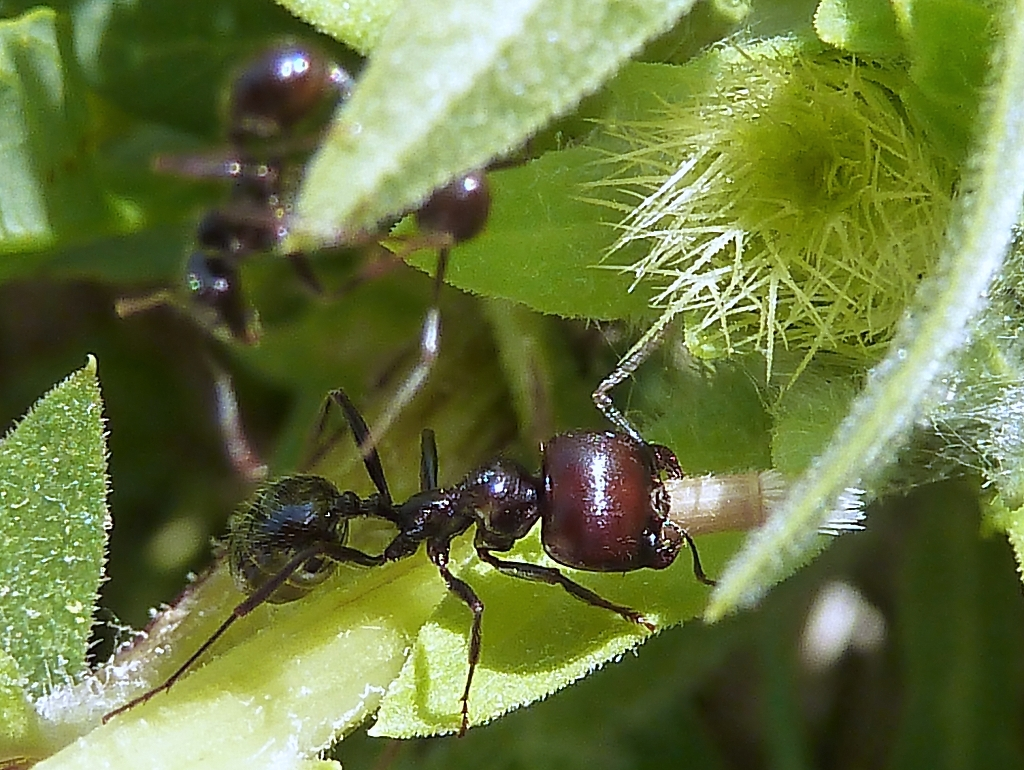
Hormiga cabezona de Messor barbarus llevándose al nido una cipsela con eleosoma de Centaurea pullata : la hormiga Messor es granívora, interesada en toda la semilla, no solo en el eleosoma.

Las aceitunas, por ejemplo, deben ser tragadas, antes de germinar; lo que hacen aves de tamaño medio como las urracas. Son abundantes los frutos pequeños de color más o menos intensamente rojo, como las cerezas, que deben seguir este tratamiento. Su color se corresponde precisamente con la máxima sensibilidad del ojo de las aves, el equivalente de lo que representa el amarillo en nuestra propia visión. Muchos frutos tropicales amarillos o anaranjados están adaptados a ser devorados por monos. Se interpreta de hecho que la visión del color que distingue a los primates (monos) de los otros mamíferos (que no distinguen los colores) representa un caso de coevolución o coadaptación de los primates, arborícolas como son, a los árboles de las regiones tropicales donde se originaron. Otro grupo de mamíferos que, como los primates, es llamado a la dispersión es el de los macroquirópteros, los llamados zorros voladorres, grandes murciélagos propios de selvas tropicales que acuden a las flores, actuando también como polinizadores, y a los frutos. Se llama frugívoros (literalmente comedores de fruta) a los animales que presentan esta adaptación.
En las cerezas el cebo forma parte del fruto, en concreto del mesocarpo, pero en otras especies puede ser parte directamente de la semilla, como ocurre en la granada, cuyas semillas están dotadas de una sarcotesta vistosa y dulce.
Algunos frutos presentan las semillas dispersas en la pulpa, como ocurre en melones, sandías y calabazas (cucurbitáceas, fam. Cucurbitaceae) y también en manzanas, peras y otras rosáceas emparentadas. En estos casos el agente dispersante suele ser algún mamífero omnívoro.
Las plantas endozoócoras obtienen otra ventaja para sus semillas, y es que estas son “sembradas” con acompañamiento de una dosis de abono, la que representan las heces junto a las que son abandonadas.

## Clasificación por transportador

### Ornitocoria
Se llama ornitocoria a la dispersión de las semillas realizadas por aves.

### Mirmecocoria
Un caso especial de zoocoria lo ofrecen las plantas que se sirven de hormigas para su dispersión. Este fenómeno, llamado mirmecocoria, requiere que las semillas porten una parte, no necesaria para la germinación, que justifique el esfuerzo de las hormigas. Como regla general se trata de apéndices llamados eleosomas o eleosomas (literalmente “cuerpos grasos”), ricos en nutritivos aceites. Las hormigas recolectan esas semillas transportándolas hasta sus nidos, donde el eleosoma es separado activamente y la semilla abandonada.